# 石井明治
石井 明治（いしい あきはる、8月9日 - ）は、日本の男性アニメーター、キャラクターデザイナー。徳島県出身。

## 来歴
カナメプロダクションでアニメーターとして活動を始め、以降はフリーランスを経て、Production I.Gに所属。2015年時点ではフリーランスであるが、I.G作品への参加も少なくない。

## 主な参加作品
1987年
- ロボットカーニバル（動画）
- 禁断の黙示録 クリスタル・トライアングル（動画）

1988年
- 機甲猟兵メロウリンク（1988年 - 1989年、動画）

1989年
- チンプイ（1989年 - 1991年、原画）

1990年
- 八神くんの家庭の事情（原画）
- 美味しんぼ（1990年 - 1991年、原画）

1991年
- 21エモン（1991年 - 1992年、原画）

1992年
- クレヨンしんちゃん（1992年 - 1992年、動画・原画）
- 元気爆発ガンバルガー（1992年 - 1993年、原画）

1993年
- 流星機ガクセイバー（原画）

1994年
- BLUE SEED（1994年 - 1995年、作画監督・原画）

1996年
- 機動新世紀ガンダムX（原画）
- 特務戦隊シャインズマン（キャラクターデザイン・総作画監督・作画監督）
- 機動戦艦ナデシコ（1996年 - 1997年、作画監督・原画）
- レジェンド・オブ・クリスタニア（原画）

1997年
- 爆走兄弟レッツ&ゴー!!WGP（作画監督）

1998年
- serial experiments lain（原画）
- 快傑蒸気探偵団 TV ANIMATION SERIES（1998年 - 1999年、原画）

1999年
- ゾイド -ZOIDS-（1999年 - 2000年、原画）
- 地球防衛企業ダイ・ガード（1999年 - 2000年、原画）

2000年
- ラブひな（作画監督・原画）

2001年
- テニスの王子様（2001年 - 2005年、キャラクターデザイン・総作画監督・作画監督・原画）

2003年
- 魁!!クロマティ高校（2003年 - 2004年、作画監督）

2004年
- 妄想代理人（原画）

2005年
- BLOOD+（2005年 - 2006年、アニメーションキャラクターデザイン・総作画監督・作画監督）

2006年
- テニスの王子様 全国大会篇（2006年 - 2007年、キャラクターデザイン・総作画監督・作画監督・原画）

2008年
- 図書館戦争（作画監督）
- ワールド・デストラクション 〜世界撲滅の六人〜（作画監督補佐・原画）

2009年
- CANAAN（作画監督）

2010年
- 戦国BASARA弐（作画監督）

2011年
- もしドラ（絵コンテ・演出・原画）

2012年
- 新テニスの王子様（キャラクターデザイン・総作画監督・作画監督）
- 黒子のバスケ（作画監督・原画）

2013年
- 翠星のガルガンティア（サブキャラクターデザイン・作画監督、原画）
- ムシブギョー（総作画監督・作画監督）
- 黒子のバスケ（2013年 - 2014年、第2シリーズ、作画監督・作画監督補佐）

2014年
- 幕末Rock（キャラクターデザイン・総作画監督）

2016年
- 昭和元禄落語心中（総作画監督）
- ハルチカ〜ハルタとチカは青春する〜（作画監督）
- 坂本ですが?（作画監督）
- ジョーカー・ゲーム（作画監督）
- 初恋モンスター（作画監督）
- 競女!!!!!!!!（作画監督）

2017年
- Code:Realize 〜創世の姫君〜（作画監督・総作画監督）

2018年
- 銀河英雄伝説 Die Neue These 邂逅（作画監督）

2019年
- 群青のマグメル（キャラクターデザイン・総作画監督）

2020年
- NOBLESSE -ノブレス-（作画監督、総作画監督）

2021年
- 魔術士オーフェンはぐれ旅 キムラック編（総作画監督）

2022年
- 新テニスの王子様 U-17 WORLD CUP（キャラクターデザイン・総作画監督）
- アオアシ（作画監督）

2024年
- 怪獣8号（作画監督）
- 黄昏アウトフォーカス（総作画監督）
- 義妹生活（作画監督）
- シャドウバースF（作画監督）

2025年
- 悪役令嬢転生おじさん（作画監督）